# Курилівська сільська рада (Куп'янський район)
Кури́лівська сільська́ ра́да — адміністративно-територіальна одиниця та орган місцевого самоврядування в Куп'янському районі Харківської області. Адміністративний центр — село Курилівка.

## Загальні відомості
- Курилівська сільська рада утворена в 1923 році.
- Територія ради: 119,2 км²
- Населення ради: 8 191 осіб (станом на 2001 рік)
- Територією ради протікає річка Лозоватка.

## Населені пункти
Сільській раді підпорядковані населені пункти:
- с. Курилівка
- с. Новоосинове
- с-ще Піщане
- с. Подоли

## Склад ради
Рада складалася з 30 депутатів та голови.
- Голова ради: Серпокрил Володимир Васильович
- Секретар ради: Тарасова Олена Олександрівна

### Керівний склад попередніх скликань
| Прізвище, ім'я, по батькові    | Основні відомості                                                                     | Дата обрання | Дата звільнення |
| ------------------------------ | ------------------------------------------------------------------------------------- | ------------ | --------------- |
| Хітрін Віктор Всеволодович     | Сільський голова, 1947 року народження, член Всеукраїнського об'єднання «Батьківщина» | 26.03.2006   | 31.10.2010      |
| Серпокрил Володимир Васильович | Сільський голова, 1958 року народження, освіта вища, член Партії регіонів             | 31.10.2010   |                 |

Примітка: таблиця складена за даними сайту Верховної Ради України

### Депутати
За результатами місцевих виборів 2010 року депутатами ради стали:

#### За суб'єктами висування
| Суб'єкт висування                                       | Кількість обраних депутатів | %    |
| ------------------------------------------------------- | --------------------------- | ---- |
| Партія регіонів                                         | 23                          | 76,7 |
| Політична партія Всеукраїнське об'єднання «Батьківщина» | 3                           | 10   |
| Самовисування                                           | 3                           | 10   |
| Комуністична партія України                             | 1                           | 3,3  |

#### За округами
| № округу                                                | Прізвище, ім'я, по батькові     | Дата визнання обраним | Освіта             | Партійна приналежність                        | Відомості про обраного депутата                                        |
| ------------------------------------------------------- | ------------------------------- | --------------------- | ------------------ | --------------------------------------------- | ---------------------------------------------------------------------- |
| Комуністична партія України                             |                                 |                       |                    |                                               |                                                                        |
| 8                                                       | Гур'єв Микола Іванович          | 03.11.2010            | вища               | позапартійний                                 | пенсіонер                                                              |
| Партія регіонів                                         |                                 |                       |                    |                                               |                                                                        |
| 1                                                       | Єдімент Юрій Васильович         | 03.11.2010            | середня спеціальна | позапартійний                                 | Куп'янська дільниця електропостачання № 5, електрогазозварювальник     |
| 2                                                       | Оспіщева Світлана Василівна     | 03.11.2010            | середня спеціальна | член Партії регіонів                          | ПП"Будтехноллогія-Н", машиніст крану                                   |
| 3                                                       | Літвінова Олена Петрівна        | 03.11.2010            | середня спеціальна | член Партії регіонів                          | тимчасово не працює                                                    |
| 4                                                       | Чоломбітько Людмила Федорівна   | 03.11.2010            | середня спеціальна | член Партії регіонів                          | тимчасово не працює                                                    |
| 7                                                       | Кукла Микола Петрович           | 02.12.2013            | середня спеціальна | член Партії регіонів                          | ТОВ «Фактор-ЛТД», заступник директора                                  |
| 10                                                      | Садовський Сергій Миколайович   | 03.11.2010            | вища               | член Партії регіонів                          | ПП «ЛЛН Стройсервіс», головний інженер проектів                        |
| 11                                                      | Рєпка Сергій Петрович           | 03.11.2010            | вища               | член Партії регіонів                          | СТОВ СП «Нібулон», енергетик                                           |
| 13                                                      | Гришин Олександр Олексійович    | 03.11.2010            | вища               | позапартійний                                 | ПП «Будтехнологія-Н», слюсар- ремонтувальник                           |
| 14                                                      | Кудінова Лідія Дмитрівна        | 03.11.2010            | вища               | член Партії регіонів                          | Курилівський ліцей, вчитель                                            |
| 15                                                      | Загоруйко Тетяна Володимирівна  | 03.11.2010            | вища               | член Партії регіонів                          | Куп'янський НВК № 8, вихователь                                        |
| 16                                                      | Ковальський Володимир Іванович  | 03.11.2010            | середня            | член Партії регіонів                          | ПП «Капленко О. П.», водій                                             |
| 17                                                      | Бібік Наталя Стефанівна         | 03.11.2010            | середня спеціальна | член Партії регіонів                          | відділення зв'язку с. Подоли, листоноша                                |
| 18                                                      | Олійник Світлана Петрівна       | 03.11.2010            | вища               | член Партії регіонів                          | Подолянська амбулаторія загальної практики сімейної медицини, фельдшер |
| 19                                                      | Овчаренко Володимир Олексійович | 03.11.2010            | середня спеціальна | член Партії регіонів                          | тимчасово не працює                                                    |
| 20                                                      | Баско Федір Іванович            | 03.11.2010            | вища               | член Партії регіонів                          | приватний підприємець                                                  |
| 21                                                      | Кравченко Людмила Федорівна     | 03.11.2010            | вища               | член Партії регіонів                          | пенсіонер                                                              |
| 22                                                      | Гармаш Сергій Петрович          | 03.11.2010            | середня спеціальна | член Партії регіонів                          | пенсіонер                                                              |
| 23                                                      | Ківшар Галина Миколаївна        | 03.11.2010            | середня            | член Партії регіонів                          | пенсіонер                                                              |
| 26                                                      | Самойлов Олександр Тимофійович  | 03.11.2010            | вища               | член Партії регіонів                          | тимчасово не працює                                                    |
| 27                                                      | Петрова Валентина Іванівна      | 03.11.2010            | середня спеціальна | член Партії регіонів                          | пенсіонер                                                              |
| 28                                                      | Харасік Олена Іванівна          | 03.11.2010            | середня спеціальна | член Партії регіонів                          | ПП «Будтехнологія-М», дозівник бетонної суміши                         |
| 29                                                      | Клочко Тетяна Василівна         | 03.11.2010            | середня спеціальна | член Партії регіонів                          | Новоосинівський будинок культури, директор                             |
| 30                                                      | Лук'яненко Олексій Романович    | 03.11.2010            | вища               | член Партії регіонів                          | пенсіонер                                                              |
| Політична партія Всеукраїнське об'єднання «Батьківщина» |                                 |                       |                    |                                               |                                                                        |
| 6                                                       | Фесенко Любов Анатоліївна       | 03.11.2010            | вища               | член Всеукраїнського об'єднання «Батьківщина» | тимчасово не працює                                                    |
| 9                                                       | Паніна Олена Анатоліївна        | 03.11.2010            | вища               | член Всеукраїнського об'єднання «Батьківщина» | пенсіонер                                                              |
| 25                                                      | Гутнік Світлана Олександрівна   | 03.11.2010            | вища               | член Всеукраїнського об'єднання «Батьківщина» | тимчасово не працює                                                    |
| Самовисування                                           |                                 |                       |                    |                                               |                                                                        |
| 5                                                       | Тарасова Олена Олександрівна    | 03.11.2010            | вища               | позапартійна                                  | Курилівська сільська рада, секретар виконкому                          |
| 12                                                      | Гірник Світлана Віталіївна      | 03.11.2010            | середня спеціальна | позапартійна                                  | Курилівський клуб, завідувачка бібліотеки                              |
| 24                                                      | Швіголь Світлана Василівна      | 03.11.2010            | вища               | позапартійна                                  | Глушківська загальноосвітня школа, вчитель                             |